# Mosty České republiky
Mosty České republiky je limitovaná edice zlatých mincí emitovaná Českou národní bankou (ČNB) v letech 2011–2015. Motivem na mincích jsou významné mosty postavené na území České republiky.

## Popis
V letech 2011 až 2015 byl ČNB vydán cyklus deseti zlatých mincí, které představovaly významné mosty postavené na území České republiky. Zlaté mince měly průměr 28 mm, hmotnost 15,55 g, ryzost 999,9/1000 Au, nominální hodnotu 5000 Kč. Byly vydány jak ve špičkové kvalitě tzv. proof s hladkou hranou mince, tak v běžné kvalitě standard s vroubkovanou hranou mince. Ražbu mincí provedla Česká mincovna, prodej probíhá prostřednictvím smluvních prodejců. Ke každé minci se dodává certifikát pravosti mince, tj. červená katalogová karta s popisem a plastickým vyobrazením mince.

## Seznam
| Most                                       | datum vydání | Autor návrhu                       | limit (ks) | limit (ks) | zdroj         |
| ------------------------------------------ | ------------ | ---------------------------------- | ---------- | ---------- | ------------- |
| Most                                       | datum vydání | Autor návrhu                       | Standard   | Proof      | zdroj         |
| Gotický most v Písku                       | 25. 5. 2011  | akademický sochař Zbyněk Fojtů     | 2600       | 6900       | [ 2 ]         |
| Renesanční most ve Stříbře                 | 11. 10. 2011 | akademický sochař Zbyněk Fojtů     | 2700       | 7300       | [ 3 ]         |
| Barokní most v Náměšti nad Oslavou         | 15. 5. 2012  | MgA. Martin Dašek                  | 3200       | 9000       | [ 4 ]         |
| Negrelliho viadukt v Praze                 | 13. 11. 2012 | akademický sochař Zbyněk Fojtů     | 3900       | 11300      | [ 5 ]         |
| Dřevěný most v Lenoře                      | 28. 5. 2013  | Mgr. art. Miroslav Hric, ArtD      | 2600       | 11300      | [ 6 ] [ 7 ]   |
| Železniční most v Žampachu                 | 8. 10. 2013  | akademický sochař Zbyněk Fojtů     | 2600       | 11300      | [ 8 ] [ 9 ]   |
| Jizerský most na trati Tanvald - Harrachov | 13. 5. 2014  | akademický sochař Vladimír Pavlica | 1800       | 6800       | [ 10 ]        |
| Železobetonový most v Karviné-Darkově      | 14. 10. 2014 | Asamat Baltaev                     | 1700       | 6500       | [ 11 ] [ 12 ] |
| Žďákovský obloukový most                   | 5. 5. 2015   | Luboš Charvát                      | 2100       | 7000       | [ 13 ]        |
| Mariánský most v Ústí nad Labem            | 13. 10. 2015 | Vojtěch Dostál, DiS.               | 2500       | 7200       | [ 14 ] [ 15 ] |

V cyklu Kulturní památky technického dědictví emitovala ČNB v roce 2006 zlatou minci s motivem řetězového mostu ve Stádlci. Autor návrhu byl Luboš Charvát.